# Plocamopherus imperialis
Plocamopherus imperialis är en snäckart som beskrevs av George French Angas 1864. Plocamopherus imperialis ingår i släktet Plocamopherus och familjen Polyceridae. Inga underarter finns listade i Catalogue of Life.